# 아산 김씨
아산 김씨(牙山金氏)는 충청남도 아산시를 본관으로 하는 한국의 성씨이다.
시조 김신검(金信劒)은 본래 의성 김씨 사람으로, 조선에서 예조판서를 지냈다.

## 참고 자료
- “아산김씨(牙山金氏)”. 뿌리를 찾아서.[깨진 링크(과거 내용 찾기)]